# Germepi

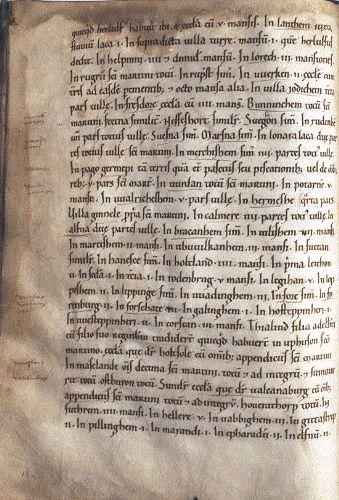
Vermelding van Germepi.

Germepi is de naam van een vroegmiddeleeuwse gouw in de omgeving van Woerden. De Hollandse IJssel stroomde door deze gouw. 
Germepi wordt slechts eenmaal vermeld en wel in de Commemoratio de rebus sancti Martini Traiectensis ecclesie, een goederenlijst van de Utrechtse Sint-Maartenskerk.
Ten noorden van Germepi lag de gouw Nifterlake die rond de plaats Utrecht gebied langs de toenmalige Rijnloop inclusief de Vecht omvatte. Het gebied tussen Zeist en Amersfoort viel onder de gouw Flethite. Ten zuiden van de Lek lag Teisterbant. 